# إنريكي كارديناس
إنريكي كارديناس (بالإنجليزية: Enrique Cardenas)‏ هو لاعب كرة قدم أمريكي في مركز الوسط، ولد في 5 أغسطس 1991 في إنديو في الولايات المتحدة. لعب مع LA Laguna FC ‏.